# Kondensat Bosego-Einsteina

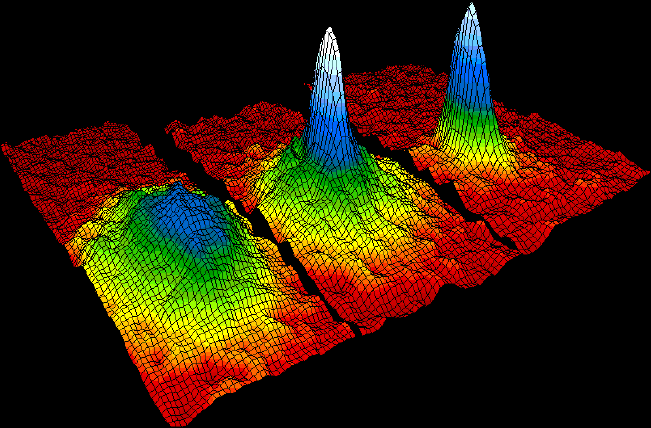
Dane dotyczące rozkładu prędkości potwierdzające odkrycie nowego stanu skupienia materii, kondensatu Bosego-Einsteina powstałego z gazu składającego się z atomów rubidu. Kolory odpowiadają liczbom atomów w danym zakresie prędkości – czerwony oznacza mniejszą liczbę, biały większą. Lewy: tuż przed pojawieniem się kondensatu Bosego-Einsteina. Środkowy: zaraz po otrzymaniu kondensatu. Prawy: Po dalszym chlodzeniu przez odparowanie pozostała próbka prawie czystego kondensatu. Nachylenie zbocza szczytu musi być łagodne, bo inaczej złamana zostałaby zasada nieoznaczoności: Błąd określenia pozycji atomów jest niewielki i dlatego błąd pomiaru pędu (prędkości) musi być odpowiednio większy, aby ich iloczyn był większy niż stała Plancka

Kondensacja Bosego-Einsteina – efekt kwantowy zachodzący w układach podległych rozkładowi Bosego-Einsteina. W temperaturach niższych od temperatury krytycznej część cząstek (bozonów) przechodzi w zerowy stan pędowy – cząstki te mają identyczny pęd. Oznacza to, że w zerowej objętości przestrzeni pędów może znajdować się niezerowa liczba cząstek. Mówi się wtedy o makroskopowym obsadzeniu stanu podstawowego.
Efektem kondensacji jest kolektywne zachowanie wszystkich cząstek biorących w niej udział (w przybliżeniu wszystkie zachowują się jak jedna cząstka). Nie chodzi tu o kondensację w zwykłym sensie w przestrzeni położeń – cząstki nie znajdują się w jednym miejscu, lecz o „kondensację” cząstek w przestrzeni pędów – znaczna liczba cząstek ma taki sam pęd. Rozkład przestrzenny cząstek „skondensowanych” pozostaje równomierny (jeśli nie ma pól zewnętrznych). W kondensacie Bosego-Einsteina zachodzi zjawisko nadciekłości. Kondensat opisywany jest w przybliżeniu nieliniowym równaniem Grossa-Pitajewskiego. Równanie to ma rozwiązania solitonowe, o wielkim znaczeniu eksperymentalnym. Występują zarówno „jasne”, jak i „ciemne” rozwiązania solitonowe. Przybliżenie można polepszyć stosując rachunek zaburzeń – teorię Bogolubowa.

## Historia

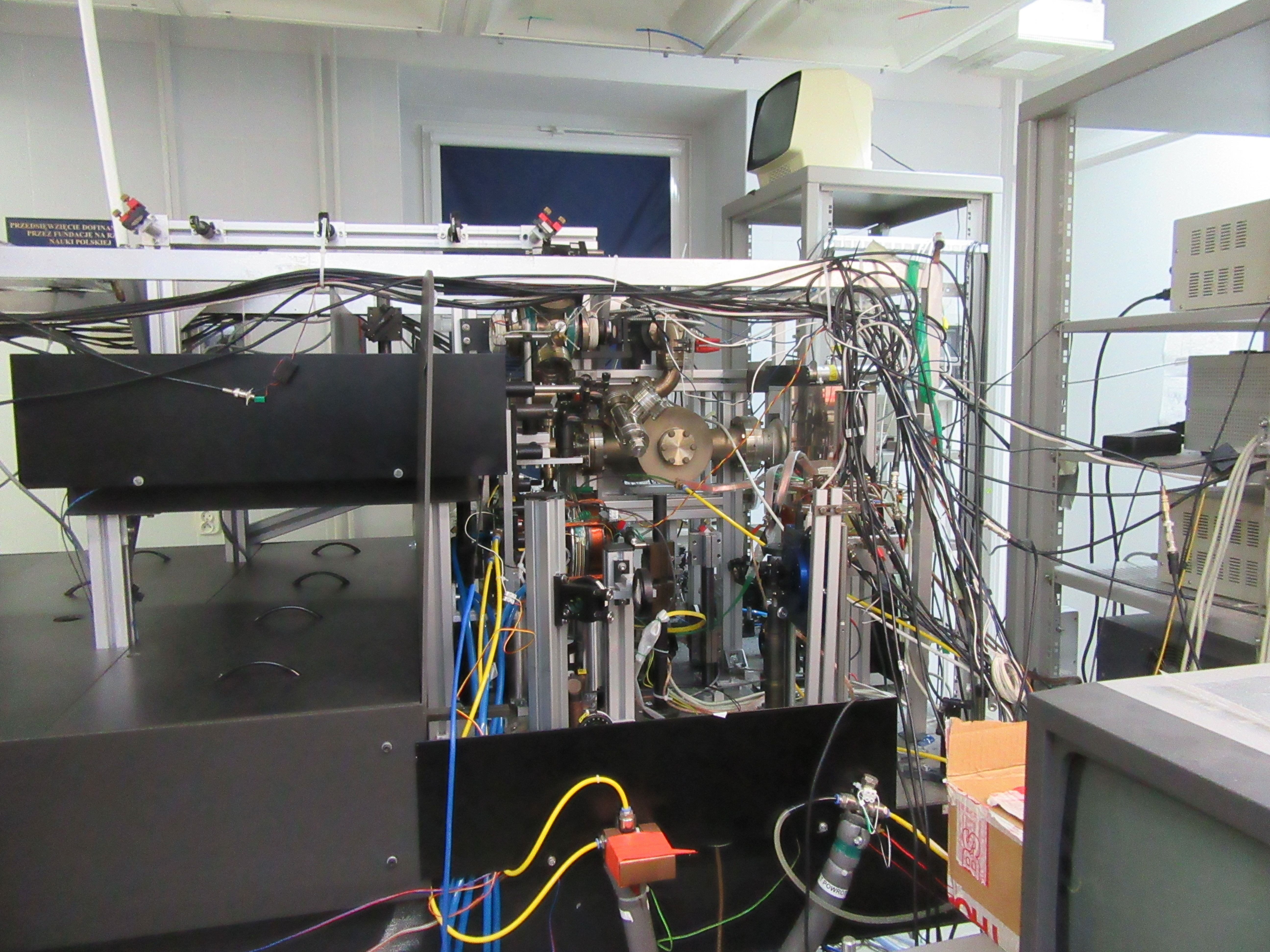
Zestaw do uzyskiwania kondensatu B-E w laboratorium FAMO na Uniwersytecie Mikołaja Kopernika w Toruniu

Zjawisko przewidziane przez indyjskiego fizyka Satyendrę Natha Bosego i Alberta Einsteina w 1924, a po raz pierwszy zaobserwowane w 1995 dla rzadkiego, alkalicznego metalu – rubidu-87 (87Rb) – przez zespół badawczy z JILA w Boulder (Kolorado) Erica Cornella i Carla Wiemana. Kondensat Bosego-Einsteina otrzymał również w tym samym czasie zespół Wolfganga Ketterlego z MIT, który zaobserwował kondensację sodu-23 (23Na). Eric Cornell, Wolfgang Ketterle i Carl Wieman za swoje pionierskie badania i otrzymanie po raz pierwszy kondensatu, w 2001 roku zostali nagrodzeni Nagrodą Nobla w dziedzinie fizyki. W ciągu kolejnych lat udało się również otrzymać kondensaty Bosego-Einsteina gazów takich izotopów jak 7Li, 23Na, 39K, 41K, 85Rb, 87Rb, 133Cs, 52Cr, 40Ca, 84Sr, 88Sr i 174Yb.
Stosując technikę magnetoasocjacji w 2003 roku otrzymano pierwsze kondensaty Bosego-Einsteina cząsteczek (Li2, i K2), przy czym były to kondensaty słabo związanych cząsteczek Feshbacha.
Pierwszy polski kondensat rubidu-87 otrzymany został 2 marca 2007 roku w Krajowym Laboratorium Fizyki Atomowej, Molekularnej i Optycznej (KL FAMO) w Toruniu, z wykorzystaniem aparatury skonstruowanej przez grupę Wojciecha Gawlika w Zakładzie Fotoniki Instytutu Fizyki Uniwersytetu Jagiellońskiego w Krakowie (budowa aparatury próżniowej i toru optycznego oraz uruchomienie dwóch pułapek magnetooptycznych) oraz grupę Włodzimierza Jastrzębskiego w Instytucie Fizyki PAN w Warszawie (pułapka magnetyczna), a następnie przewiezionej do KL FAMO.

## Ujęcie matematyczne
Liczba cząstek znajdujących się w stanie podstawowym zależy od warunków fizycznych, w jakich doprowadza się do kondensacji. Dla gazu swobodnego wzór jako pierwsi znaleźli właśnie Bose i Einstein, i ma on postać:
{\displaystyle N_{0}=N\left[1-\left({\frac {T}{T_{C}}}\right)^{\frac {3}{2}}\right].}
W sytuacji bardziej realistycznej, gdy układ znajduje się w pułapce harmonicznej, zależność ta ma postać:
{\displaystyle N_{0}=N\left[1-\left({\frac {T}{T_{C}}}\right)^{3}\right],}
gdzie:
- {\displaystyle N_{0}} – liczba cząstek, która uległa kondensacji,
- {\displaystyle N} – całkowita liczba cząstek,
- {\displaystyle T} – temperatura kondensatu,
- {\displaystyle T_{C}} – temperatura krytyczna.

Dla innych sytuacji fizycznych, tzw. wykładnik krytyczny (potęga przy stosunku temperatury do temperatury krytycznej) może być inny. Powyżej temperatury krytycznej nie ma makroskopowego obsadzenia stanu podstawowego i gaz zachowuje się prawie jak gaz doskonały z małymi poprawkami wynikającymi ze statystyki kwantowej.

## Kondensacja Bosego-Einsteina w kulturze
- film Spectral(inne języki) (2016) – proces kondensacji Bosego-Einsteina jest używany jako wyjaśnienie na jakiej podstawie powstają zjawy, które zabijają ludzi w filmie[7].